# (6767) Ширвиндт
(6767) Ширвиндт (лат. Shirvindt) — типичный астероид главного пояса, открыт 6 января 1983 года советским астрономом Людмилой Карачкиной в Крымской астрофизической обсерватории и 3 мая 1996 года назван в честь советского и российского актёра Александра Ширвиндта (19 июля 1934 — 15 марта 2024).

## Обнаружение и именование
(6767) Ширвиндт
Открыт 6 января 1983 года в Научном Л. Г. Карачкиной.
Назван в честь замечательного актёра, народного артиста России, профессора Московского театрального института имени Щукина Александра Анатольевича Ширвиндта (р. 1934). Является одним из основателей Международного фестиваля сатиры и юмора "Золотой Остап" и первым президентом "Академии юмористических авторитетов". Название предложено и цитата подготовлена Л. Р. Немировским.
Оригинальный текст (англ.)6767 Shirvindt
Discovered 1983-01-06 by Karachkina, L. G. at Nauchnyj.
Named in honor of the remarkable actor, People's Artist of Russia and professor at the Shchukin Theatre Institute in Moscow, Aleksandr Anatol'evich Shirvindt (b. 1934). He is one of the founders of the International Festival of Satire and Humor "Golden Ostap" and the first president of the "Academy of Authorities" (Academy of Humor). Name suggested and citation prepared by L. R. Nemirovskij.
Источники: DISCOVERY.DB; M.P.C. 27129.

## Орбита

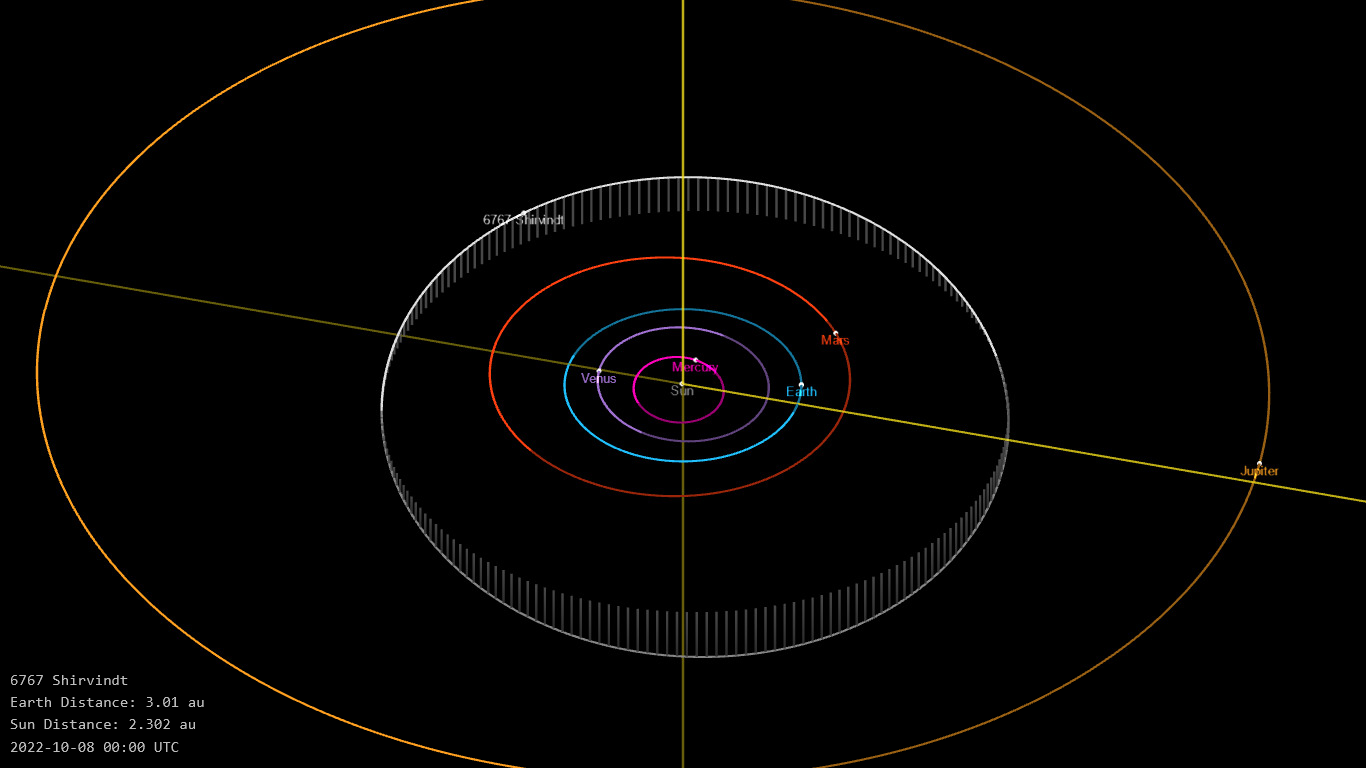
Орбита астероида Ширвиндт и его положение в Солнечной системе

## Физические характеристики
Астероид относится к таксономическому классу C.
По результатам наблюдений в видимом и ближнем инфракрасном диапазоне космического телескопа NEOWISE диаметр астероида сначала оценивался равным 6,362±0,066 км, позже — 6,306±0,197 км. Согласно тем же источникам альбедо оценивается как 0,2753±0,0276 и 0,280±0,081.